# ビックポンドストアー
株式会社ビックポンドストアーは、静岡県島田市においてスーパーマーケットチェーン「スーパービック」等を運営していた企業である。前身は大池衣料店（大池→ビック ポンド）。
2010年1月25日、株式会社バロー（現・株式会社バローホールディングス）が株式取得（子会社化）を決議、同年3月に子会社化された。その後はオカノ同様、事業内容が「不動産賃貸業」となっている（バローとの関係を参照）。
2010年4月22日には旧スーパービック井口店がバロー井口店に改装され、同年6月には残るスーパー6店舗すべてが食鮮館タイヨーに改装された。
2016年1月1日に株式会社バローホールディングスへ吸収合併される。

## 店舗一覧
（以下は2010年1月25日時点のもの）
- スーパービック
  - 稲荷町店
  - 元島田店
  - 道悦店
  - 井口店
  - 栄町店
- カーナ(Kahna) - 近隣競合店（しずてつストアなど）対策の店舗形態
  - 中溝店　
  - 東町店
- ファミリー・ジョイ - 衣料品フランチャイズ
  - 稲荷町店 - スーパービック旧本店跡地
  - 井口店 - スーパービック井口店に併設
- ザ・ダイソー - 100円ショップ
  - 金谷栄町店 - スーパービック栄町店に併設